# An Alabaster Box
An Alabaster Box è un film muto del 1917 diretto da Chester Withey e interpretato da Alice Joyce.
La sceneggiatura è basata sul romanzo An Alabaster Box di Mary Eleanor (Wilkins) Freeman e Florence Morse Kingsley pubblicato a New York nel 1917.

## Trama
Andrew Bolton è un uomo molto ricco che usa il proprio denaro per creare occupazione nella cittadina di Brookville, nel New England. Espandendo i suoi affari, però, incontra difficoltà finanziarie e fallisce, travolgendo nella sua caduta anche coloro che hanno avuto fiducia in lui e gli hanno affidato il loro denaro. Bolton viene arrestato per appropriazione indebita e finisce in carcere, mentre sua figlia Lydia, una bambina, va a vivere con lo zio.
Sono passati diciotto anni. Lydia, che ha ereditato la fortuna dello zio, torna a Brookville sotto falso nome, per acquistare la residenza ormai in rovina dei Bolton. La giovane donna elargisce con generosità forti somme agli enti locali di beneficenza ma cerca anche di recuperare i vecchi arredi della sua casa pagandoli a caro prezzo. Il suo comportamento provoca la diffidenza di alcuni cittadini, mentre altri la sostengono. Intanto suo padre, uscito finalmente dal carcere, ricompare ma è ormai un uomo distrutto. Lydia lo nasconde a casa ma lui, senza rendersi conto di quello che può provocare, va in giro a proclamare di essere il vecchio Bolton. La gente del posto insorge contro di lui decisa a linciarlo. La folla si lancia verso la casa di Lydia, pensando che il denaro che la donna ha usato per i restauri sia il loro. Davanti alla massa inferocita, Bolton ha un attacco di cuore e muore. La folla si disperde ma ora i cittadini di Brookville decidono di accettare la presenza di Lydia, accogliendola nella loro comunità.

## Produzione
Il film fu prodotto dalla Vitagraph Company of America.

## Distribuzione
Distribuito dalla Greater Vitagraph (V-L-S-E), il film uscì nelle sale cinematografiche statunitensi il 10 settembre 1917.
Non si conoscono copie ancora esistenti della pellicola che viene considerata presumibilmente perduta.